# 香花球兰
香花球兰（学名：Hoya lyi）为萝藦科球兰属下的一个种。

## 扩展阅读
- 維基物種上的相關：香花球兰